# Флоріан Фогель (плавець)
Флоріан Фогель (плавець) (нім. Florian Vogel (swimmer), 2 вересня 1994) — німецький плавець.